# Altınordu Futbol Kulübü
L'Altınordu Futbol Kulübü, noto in precedenza come Altinordu Spor Kulübü, è una società calcistica turca con sede a Smirne. Milita attualmente nella TFF 2. Lig, la terza divisione del campionato turco.
Fondato nel 1923 da soci dissidenti dell'Altay, adotta come colori il rosso e il blu.

## Rosa 2022-2023
| N. |                        | Ruolo | Calciatore        |
| -- | ---------------------- | ----- | ----------------- |
| 1  | Turchia (bandiera)     | P     | Erhan Erentürk    |
| 3  | Azerbaigian (bandiera) | D     | Ufuk Budak        |
| 5  | Belgio (bandiera)      | C     | Muhammed Mert     |
| 6  | Turchia (bandiera)     | C     | Muzaffer Kocaer   |
| 7  | Turchia (bandiera)     | C     | Metehan Mimaroğlu |
| 8  | Turchia (bandiera)     | C     | Oğulcan Ülgün     |
| 9  | Turchia (bandiera)     | C     | Ahmet İlhan Özek  |
| 10 | Turchia (bandiera)     | A     | Ahmet Dereli      |
| 11 | Turchia (bandiera)     | A     | Oğuzhan Akgün     |
| 12 | Turchia (bandiera)     | A     | Emircan Gürlük    |
| 14 | Turchia (bandiera)     | C     | Alican Özfesli    |
| 16 | Turchia (bandiera)     | P     | Mertcan Dağlı     |
| 18 | Turchia (bandiera)     | D     | Alper Tursun      |
| 20 | Turchia (bandiera)     | D     | Kahraman Demirtaș |

| N. |                    | Ruolo | Calciatore           |
| -- | ------------------ | ----- | -------------------- |
| 21 | Turchia (bandiera) | C     | Yiğit Emre Çeltik    |
| 23 | Turchia (bandiera) | D     | Yusuf Arslan         |
| 24 | Turchia (bandiera) | C     | Furkan Çil           |
| 25 | Turchia (bandiera) | C     | Birhan Vatansever    |
| 26 | Turchia (bandiera) | D     | Furkan Metin         |
| 27 | Turchia (bandiera) | C     | Emre Nefiz           |
| 37 | Turchia (bandiera) | D     | Yiğithan Güveli      |
| 52 | Turchia (bandiera) | A     | Hüsamettin Yener     |
| 70 | Turchia (bandiera) | P     | Osman Ertuğrul Çetin |
| 88 | Turchia (bandiera) | D     | Yusuf Can Esendemir  |
| 90 | Turchia (bandiera) | D     | Sinan Osmanoğlu      |
| 94 | Turchia (bandiera) | A     | Enis Destan          |
|    | Turchia (bandiera) | D     | Kerim Alıcı          |

## Rosa 2021-2022
| N. |                        | Ruolo | Calciatore        |
| -- | ---------------------- | ----- | ----------------- |
| 1  | Turchia (bandiera)     | P     | Erhan Erentürk    |
| 3  | Azerbaigian (bandiera) | D     | Ufuk Budak        |
| 5  | Belgio (bandiera)      | C     | Muhammed Mert     |
| 6  | Turchia (bandiera)     | C     | Muzaffer Kocaer   |
| 7  | Turchia (bandiera)     | C     | Metehan Mimaroğlu |
| 8  | Turchia (bandiera)     | C     | Oğulcan Ülgün     |
| 9  | Turchia (bandiera)     | C     | Ahmet İlhan Özek  |
| 10 | Turchia (bandiera)     | A     | Ahmet Dereli      |
| 11 | Turchia (bandiera)     | A     | Oğuzhan Akgün     |
| 14 | Turchia (bandiera)     | C     | Alican Özfesli    |
| 16 | Turchia (bandiera)     | P     | Mertcan Dağlı     |
| 18 | Turchia (bandiera)     | D     | Alper Tursun      |
| 20 | Turchia (bandiera)     | D     | Kahraman Demirtaș |

| N. |                    | Ruolo | Calciatore           |
| -- | ------------------ | ----- | -------------------- |
| 21 | Turchia (bandiera) | C     | Yiğit Emre Çeltik    |
| 23 | Turchia (bandiera) | D     | Yusuf Arslan         |
| 24 | Turchia (bandiera) | C     | Furkan Çil           |
| 25 | Turchia (bandiera) | C     | Birhan Vatansever    |
| 26 | Turchia (bandiera) | D     | Furkan Metin         |
| 27 | Turchia (bandiera) | C     | Emre Nefiz           |
| 37 | Turchia (bandiera) | D     | Yiğithan Güveli      |
| 52 | Turchia (bandiera) | A     | Hüsamettin Yener     |
| 70 | Turchia (bandiera) | P     | Osman Ertuğrul Çetin |
| 77 | Turchia (bandiera) | A     | Emircan Gürlük       |
| 88 | Turchia (bandiera) | D     | Yusuf Can Esendemir  |
| 90 | Turchia (bandiera) | D     | Sinan Osmanoğlu      |
| 94 | Turchia (bandiera) | A     | Enis Destan          |

## Rosa 2020-2021
| N. |                        | Ruolo | Calciatore        |
| -- | ---------------------- | ----- | ----------------- |
| 1  | Turchia (bandiera)     | P     | Erhan Erentürk    |
| 3  | Azerbaigian (bandiera) | D     | Ufuk Budak        |
| 5  | Belgio (bandiera)      | C     | Muhammed Mert     |
| 6  | Turchia (bandiera)     | C     | Muzaffer Kocaer   |
| 7  | Turchia (bandiera)     | C     | Metehan Mimaroğlu |
| 8  | Turchia (bandiera)     | C     | Oğulcan Ülgün     |
| 9  | Turchia (bandiera)     | C     | Ahmet İlhan Özek  |
| 10 | Turchia (bandiera)     | A     | Ahmet Dereli      |
| 11 | Turchia (bandiera)     | A     | Oğuzhan Akgün     |
| 14 | Turchia (bandiera)     | C     | Alican Özfesli    |
| 15 | Turchia (bandiera)     | A     | Emircan Gürlük    |
| 16 | Turchia (bandiera)     | P     | Mertcan Dağlı     |
| 18 | Turchia (bandiera)     | D     | Alper Tursun      |

| N. |                    | Ruolo | Calciatore           |
| -- | ------------------ | ----- | -------------------- |
| 20 | Turchia (bandiera) | D     | Kahraman Demirtaș    |
| 21 | Turchia (bandiera) | C     | Yiğit Emre Çeltik    |
| 23 | Turchia (bandiera) | D     | Yusuf Arslan         |
| 24 | Turchia (bandiera) | C     | Furkan Çil           |
| 25 | Turchia (bandiera) | C     | Birhan Vatansever    |
| 26 | Turchia (bandiera) | D     | Furkan Metin         |
| 27 | Turchia (bandiera) | C     | Emre Nefiz           |
| 37 | Turchia (bandiera) | D     | Yiğithan Güveli      |
| 52 | Turchia (bandiera) | A     | Hüsamettin Yener     |
| 70 | Turchia (bandiera) | P     | Osman Ertuğrul Çetin |
| 88 | Turchia (bandiera) | D     | Yusuf Can Esendemir  |
| 90 | Turchia (bandiera) | D     | Sinan Osmanoğlu      |
| 94 | Turchia (bandiera) | A     | Enis Destan          |

## Rosa 2017-2018
| N. |                    | Ruolo | Calciatore          |
| -- | ------------------ | ----- | ------------------- |
| 1  | Turchia (bandiera) | P     | Erce Kardeşler      |
| 2  | Turchia (bandiera) | D     | Uğur Arslan Kuru    |
| 3  | Turchia (bandiera) | D     | Yusuf Acer          |
| 4  | Turchia (bandiera) | D     | Yusuf Yalçın Arslan |
| 5  | Turchia (bandiera) | C     | Berk Erel           |
| 6  | Turchia (bandiera) | C     | Oğulcan Ülgün       |
| 7  | Turchia (bandiera) | C     | Mehmet Murat Uçar   |
| 8  | Turchia (bandiera) | C     | Serkan Göksu        |
| 9  | Turchia (bandiera) | A     | Fatih Aktay         |
| 10 | Turchia (bandiera) | A     | Mirkan Aydin        |
| 11 | Turchia (bandiera) | C     | Erdoğan Yeşilyurt   |
| 12 | Turchia (bandiera) | P     | Ali Emre Yanar      |
| 14 | Turchia (bandiera) | C     | Alican Özfesli      |
| 18 | Turchia (bandiera) | C     | Kerim Avci          |

| N. |                    | Ruolo | Calciatore              |
| -- | ------------------ | ----- | ----------------------- |
| 19 | Turchia (bandiera) | C     | Deniz Vural             |
| 20 | Turchia (bandiera) | D     | Ali Aydin               |
| 22 | Turchia (bandiera) | D     | Kerim Alıcı             |
| 23 | Turchia (bandiera) | P     | Berke Özer              |
| 24 | Turchia (bandiera) | C     | Baris Alici             |
| 29 | Turchia (bandiera) | C     | Musa Caner Aktas        |
| 37 | Turchia (bandiera) | D     | Seydi Kayasoy           |
| 45 | Turchia (bandiera) | D     | Recep Yemişci           |
| 53 | Turchia (bandiera) | A     | Onur Demir              |
| 77 | Turchia (bandiera) | C     | Enis Durak              |
| 88 | Turchia (bandiera) | C     | Muhammed Ridvan Özdemir |
|    | Turchia (bandiera) | D     | Sahan Akyüz             |
|    | Turchia (bandiera) | C     | Ibrahim Cagri Oguz      |

## Rosa 2016-2017
| N. |                    | Ruolo | Calciatore        |
| -- | ------------------ | ----- | ----------------- |
| 1  | Turchia (bandiera) | P     | Erce Kardeşler    |
| 2  | Turchia (bandiera) | D     | Uğur Arslan Kuru  |
| 3  | Turchia (bandiera) | D     | Yusuf Acer        |
| 5  | Turchia (bandiera) | D     | Sinan Osmanoğlu   |
| 8  | Turchia (bandiera) | C     | Serkan Göksu      |
| 9  | Turchia (bandiera) | A     | Fatih Aktay       |
| 11 | Turchia (bandiera) | C     | Erdoğan Yeşilyurt |
| 13 | Turchia (bandiera) | D     | Seydi Kayasoy     |
| 15 | Turchia (bandiera) | P     | Berke Özer        |
| 19 | Turchia (bandiera) | C     | Arif Morkaya      |
| 20 | Turchia (bandiera) | C     | Abdulkadir Parmak |
| 22 | Turchia (bandiera) | D     | Kerim Alıcı       |

| N. |                    | Ruolo | Calciatore          |
| -- | ------------------ | ----- | ------------------- |
| 23 | Turchia (bandiera) | D     | Yusuf Yalcin Arslan |
| 24 | Turchia (bandiera) | C     | Baris Alici         |
| 25 | Turchia (bandiera) | P     | Ali Emre Yanar      |
| 30 | Turchia (bandiera) | C     | Alican Özfesli      |
| 35 | Turchia (bandiera) | C     | Ogulcan Ülgün       |
| 55 | Turchia (bandiera) | D     | Yusuf Abdioglu      |
| 66 | Turchia (bandiera) | C     | Berk Erel           |
| 77 | Turchia (bandiera) | C     | Enis Durak          |
| 80 | Turchia (bandiera) | C     | Okan Derici         |
| 91 | Turchia (bandiera) | A     | Hasan Kabze         |
| 98 | Turchia (bandiera) | D     | Ali Aydin           |
| 99 | Turchia (bandiera) | D     | Recep Yemisci       |

## Palmarès

### Competizioni nazionali
- TFF 2. Lig: 1

2013-2014 (gruppo rosso)
- TFF 3. Lig: 2

1978-1979, 2012-2013

### Competizioni regionali
- Bölgesel Amatör Lig: 2

1958-1959, 2002-2003

### Altri piazzamenti
- Turkiye Futbol Şampiyonası:

Secondo posto: 1927, 1932, 1935